# Verrucaria dolosa
Verrucaria dolosa är en lavart som beskrevs av Hepp. Verrucaria dolosa ingår i släktet Verrucaria och familjen Verrucariaceae.  Arten är reproducerande i Sverige. Inga underarter finns listade i Catalogue of Life.